# كارلوس ماريا راميريز
كارلوس ماريا راميريز (بالإسبانية: Carlos María Ramírez)‏ هو كاتب وصحفي وسياسي برازيلي وأوروغواني، ولد في 6 أبريل 1848 بريو غراندي دو سول في البرازيل، وتوفي في 19 سبتمبر 1898 بمونتفيدو في الأوروغواي. حزبياً، نشط في Constitutional Party (Uruguay) ‏.